# Subnautica
 (avril 2018).
Si vous disposez d'ouvrages ou d'articles de référence ou si vous connaissez des sites web de qualité traitant du thème abordé ici, merci de compléter l'article en donnant les références utiles à sa vérifiabilité et en les liant à la section « Notes et références ».
 (octobre 2021).
La mise en forme du texte ne suit pas les recommandations de Wikipédia : il faut le « wikifier ».
Les points d'amélioration suivants sont les cas les plus fréquents. Le détail des points à revoir est peut-être précisé sur la page de discussion.
- Les titres sont pré-formatés par le logiciel. Ils ne sont ni en capitales, ni en gras.
- Le texte ne doit pas être écrit en capitales (les noms de famille non plus), ni en gras, ni en italique, ni en « petit »…
- Le gras n'est utilisé que pour surligner le titre de l'article dans l'introduction, une seule fois.
- L'italique est rarement utilisé : mots en langue étrangère, titres d'œuvres, noms de bateaux, etc.
- Les citations ne sont pas en italique mais en corps de texte normal. Elles sont entourées par des guillemets français : « et ».
- Les listes à puces sont à éviter, des paragraphes rédigés étant largement préférés. Les tableaux sont à réserver à la présentation de données structurées (résultats, etc.).
- Les appels de note de bas de page (petits chiffres en exposant, introduits par l'outil «  Source ») sont à placer entre la fin de phrase et le point final[comme ça].
- Les liens internes (vers d'autres articles de Wikipédia) sont à choisir avec parcimonie. Créez des liens vers des articles approfondissant le sujet. Les termes génériques sans rapport avec le sujet sont à éviter, ainsi que les répétitions de liens vers un même terme.
- Les liens externes sont à placer uniquement dans une section « Liens externes », à la fin de l'article. Ces liens sont à choisir avec parcimonie suivant les règles définies. Si un lien sert de source à l'article, son insertion dans le texte est à faire par les notes de bas de page.
- La présentation des références doit suivre les conventions bibliographiques. Il est recommandé d'utiliser les modèles {{Ouvrage}}, {{Chapitre}}, {{Article}}, {{Lien web}} et/ou {{Bibliographie}}. Le mode d'édition visuel peut mettre en forme automatiquement les références.
- Insérer une infobox (cadre d'informations à droite) n'est pas obligatoire pour parachever la mise en page.

Pour une aide détaillée, merci de consulter Aide:Wikification.
Si vous pensez que ces points ont été résolus, vous pouvez retirer ce bandeau et améliorer la mise en forme d'un autre article.
Subnautica est un jeu vidéo de survie et d'aventure développé et distribué par Unknown Worlds. Il est disponible en accès anticipé sur Steam à partir du 16 décembre 2014, sur macOS à partir de juin 2015 et à partir du 17 mai 2016 sur Xbox One. Il est sorti officiellement le 23 janvier 2018 sur Microsoft Windows et macOS, puis le 4 décembre 2018 sur Xbox One et PlayStation 4. Le jeu reçoit un accueil positif. Il sort sur Nintendo Switch le 14 mai 2021 en simultané avec Subnautica: Below Zero.

## Histoire

### Résumé de la trame scénaristique
Dans un futur lointain où la civilisation humaine a maîtrisé le voyage interstellaire, le joueur incarne Ryley Robinson, rescapé du crash de l'Aurora, un vaisseau qui effectuait une manœuvre autour de la planète 4546B durant son voyage pour installer un nouveau Portail de Phase et étendre le réseau spatial de la corporation trans-gouvernementale Alterra. Il se retrouve ainsi sur une exoplanète majoritairement océanique. L'appareil avait également une mission secondaire secrète : retrouver la trace des survivants du Degasi, le vaisseau d'une compagnie rivale d'Alterra, qui s'était écrasé sur la même planète plusieurs années auparavant.
Robinson doit alors s'efforcer de survivre dans un milieu parfois hostile et de localiser d'autres rescapés tout en essayant de trouver un moyen de quitter la planète 4546B, ce qui l'amènera à lever le voile sur le mystère qui entoure cette planète.

### Histoire générale
Le joueur commence avec la cinématique de la fuite du vaisseau mère nommé Aurora où l’on voit le protagoniste principal s’éjecter du vaisseau en flammes dans ce qui semble être un vaisseau de secours. Puis, le joueur se réveille dans un LifePod, un module de survie contenant le nécessaire à la survie de l’occupant. Il est accompagné par une IA, qui donnera des informations au joueur durant la partie. Elle prend la forme d’une tablette futuriste qui servira d’interface au joueur tout au long de son aventure, le Portable Digital Assistant (PDA). La partie commence alors et le joueur devra s'intégrer à son nouvel environnement en commençant par trouver différentes sources de nourriture et d'eau potable ainsi que des ressources. Celles-ci permettent de fabriquer de nombreux objets aidant à l'exploration et la survie, tels que le couteau de survie, l’outil de réparation, le scanner (sorte de scanner 3D multifonction futuriste), etc. En effet, dû à un atterrissage compliqué, le PDA du personnage principal a subi des pertes de données et le joueur devra alors parcourir les alentours de l’épave de son vaisseau pour scanner des débris d’objets afin de pouvoir les reconstruire à son tour. Le joueur peut être également amené à créer des véhicules tels que des sous-marins.
Pour avancer dans l'histoire, le joueur devra d’abord suivre les différents signaux de détresse d’autres capsules de survie. Ceux-ci seront toujours vides et il n’y aura jamais de traces des différents survivants, si ce n'est sous la forme de leur PDA, qui permettra au joueur de comprendre comment chacun est mort. Un de ces appels de détresse mènera Riley Robinson à l’une des deux îles visitables du jeu, où il découvrira une ancienne base abandonnée construite par les trois seuls survivants du Degasi, le vaisseau qui s’était écrasé 10 ans avant l’Aurora, et l’objectif secret de la mission entreprise par l’équipage du vaisseau. S’il n’est pas nécessaire de ramasser les PDAs trouvés dans la base, ceux-ci permettent de mieux comprendre la vie sur cette planète et les choses étranges qui s’y passent, en plus de donner des indications sur d’autres bases abandonnées sur la carte.
Riley sera ensuite contacté par un vaisseau qui a capté les SOS de l’Aurora avant son crash et qui tentera une mission de sauvetage en proposant un point de rendez-vous sur l’autre île de la carte. En arrivant sur celle-ci, le joueur découvre un immense bâtiment futuriste, qui semble avoir été construit par une civilisation alien. En l’explorant, Riley apprend qu’il s’agit d'une "plateforme de mise en quarantaine" actuellement opérationnelle et qu’il ne peut pas désactiver. Il découvre par la suite qu’il s’agit en réalité d’une arme ayant la capacité de détruire tout vaisseau s’approchant de la planète lorsque celui venu le secourir se fait totalement désintégrer sous ses yeux. Le scanner du joueur lui indique également qu’il a été infecté par une bactérie dangereuse inconnue : Kharaa. Il ne s’agit alors plus simplement de trouver un moyen de quitter la planète, mais aussi de se soigner de l’infection (ce qui permettrait également à Riley de désactiver la plateforme de mise en quarantaine).
A l’aide d’informations trouvées dans la base alien, le joueur part à la recherche d’autres bâtiments construits par cette mystérieuse civilisation en quête de réponses. Il découvre alors que ces aliens sont venus sur la planète 4546B il y a 1000 ans afin de trouver un remède à la maladie causée par une bactérie hydrique appelée Kharaa, qui a fait des milliards de morts parmi eux. Ils avaient en cela presque réussi, en trouvant une race immunisée contre la maladie et qui libère une enzyme immunitaire : le Léviathan Empereur des mers.
Mais lors de leurs recherches, un Dragon des mers Léviathan, dont l'œuf avait été enlevé pour être étudié, attaqua le laboratoire où était conservé la bactérie. La destruction du bâtiment qui en suivit libéra la bactérie Khaara à travers toute la planète, entrainant une extinction massive et l'évacuation des extraterrestres, nommés "Précurseurs" ou "Architectes". 
L'unique et dernier représentant Empereur des mers était quant à lui enfermé dans le centre principal de confinement alien situé dans la zone des lacs de lave, au plus profond de l’océan. Les aliens ont alors construit la plateforme de mise en quarantaine afin d’empêcher toute chose ou personne de quitter ou venir sur la planète et ainsi empêcher toute la prolifération de la maladie en dehors de la planète. Le Léviathan Empereur des mers étant trop vieux pour produire des enzymes efficaces, il a pondu neuf œufs : les quatre premiers ont été soumis à des expériences afin de comprendre comment est produite l’enzyme, les cinq autres devront être libérés par le joueur grâce à un enzyme d'éclosion. Les jeunes Léviathan Empereur des mers seront relâchés dans l’océan et commenceront à produire l’enzyme immunitaire, dite "enzyme 42", ce qui permettra à Riley de guérir du kharaa.
Étant maintenant guéri, le joueur peut désactiver la plateforme de mise en quarantaine et commencer à amasser les ressources pour construire la fusée d’évacuation Neptune, dont les plans sont trouvables en explorant l’épave de l’Aurora. En effet, avant que les communications longue portée soient coupées, la corporation Alterra avait pu envoyer sur le terminal du capitaine du vaisseau les plans d’une fusée constructible adaptée aux ressources locales de 4546B. Le joueur peut donc enfin s’échapper de la planète et retourner à la civilisation, avec cependant une mauvaise surprise puisqu’il est maintenant en dette de 1000 milliards de crédits envers Alterra, les lois de la corporation stipulant que toute ressource utilisée sur une planète lui appartenant (ce qui est le cas de 4546B) devra être payée au prix du marché.

## Système de jeu
Subnautica prend en compte un grand nombre de principes physiques et physiologiques : le joueur devra faire attention à tous ses signes vitaux (suivant le mode de jeu), mais aussi aux dégâts de chute, à la pression ou encore à la température de son environnement. Cependant, le joueur n’a pas de barre d’endurance ou de fatigue et il n’a donc jamais besoin de faire de pause ou de dormir (même s’il est possible d’utiliser des lits, ce qui ne fait que passer le temps).
Le jeu intègre un cycle jour/nuit, mais pas de système de météo (contrairement à sa suite : Subnautica: Below Zero) : le temps est donc toujours clair avec quelques légers nuages.
L’un des éléments majeurs du gameplay de Subnautica est la peur : le joueur apprend à ses dépens quelles créatures éviter et lesquelles sont inoffensives. La majorité des êtres vivants sont plus grands que le joueur et le manque de visibilité et d’aisance de mouvement dans l'eau rendent toute sortie dangereuse, même après de nombreuses heures de jeu. De plus, l’absence d’armes, à l'exception du couteau de survie, ne permet pas de pouvoir se défendre efficacement, ce qui fait que certaines créatures seront toujours sources de danger et de peur. Enfin, au travers de son IA, le PDA (référence à l'assistant personnel) donne en entrant dans certaines zones des messages d’alerte sur les dangers à venir, augmentant encore l’anxiété du joueur.

### Modes de jeu
Le joueur peut choisir différents niveaux de difficulté :
- Libre : Le joueur doit se soucier uniquement de son oxygène et de sa santé. Il n'a besoin ni de manger, ni de boire ;
- Survie : Le joueur doit se soucier de son oxygène, de sa santé mais aussi de sa barre de nourriture et d'hydratation. Si le joueur meurt, il réapparaît mais perd tous les objets de son inventaire ramassés depuis la dernière sauvegarde. Afin d'éviter la perte de son inventaire, Le joueur a le choix de retourner soit dans sa capsule de survie, soit dans une base. L'inventaire est sauvegardé automatiquement ;
- Hardcore ou extrême : Le joueur doit se soucier de son oxygène, de sa santé, de sa barre de nourriture et d'hydratation (comme dans le cas d'un jeu de survie classique). De plus, le joueur n'a qu'une seule vie et l'environnement est plus hostile que dans les autres modes, ce qui ajoute du défi ;
- Créatif : Le joueur ne doit se soucier de rien. Santé, ressources et oxygène sont illimités et quelques outils sont directement donnés au joueur dès son apparition. Les structures ont une résistance infinie à la pression. Le mode créatif a eu une importance capitale dans l'accès anticipé, car il sert notamment à la détection de problèmes graphiques ou à l'équilibrage du système de jeu[12].

### Bases et véhicules
La majorité du temps en jeu sera consacré à la construction de bases et de véhicules, ou du moins à la récolte de ressources dans ce but. Le joueur a à sa disposition un outil : le constructeur d’habitat, qui permet de créer tous les éléments de base, de décoration ou encore de fabrication. De nombreuses formes de modules sont disponibles que l’on peut assembler les uns avec les autres afin de créer une base totalement personnalisée. Les bases sont sensibles à la pression et il est donc important de les renforcer pour éviter des fuites. Il faudra également s’occuper de les alimenter en énergie afin d’avoir de l’oxygène et d’utiliser les modules de fabrication : le fabricateur, qui permet de transformer des ressources ou fabriquer de l’équipement, le fabricateur de kit médicaux, qui crée un kit médical toutes les dix minutes, ou encore la station de modifications, qui permet de créer de l’équipement avancé. Le joueur peut aussi construire des salles spécifiques comme celle des scanners, qui permet de repérer ressources et créatures, ou encore la chambre d’immersion qui permet d’amarrer et modifier des véhicules.
Il existe quatre véhicules pouvant être conduits dans Subnautica. Le premier est le Seaglide, constructible à l’aide du fabricateur, qui est une sorte de propulseur de plongée de poche que le joueur tient à deux mains devant lui et qui le tracte. le joueur doit scanner et fabriquer la baie à véhicules mobile (aussi constructible avec un fabricateur) pour construire les autres véhicules. Celle-ci se déploie à la surface et le joueur peut alors monter dessus afin de construire au choix :
- le Seamoth, un sous-marin monoplace, rapide et utile notamment pour aller en profondeur grâce aux différents modules de profondeur MK1 300m, MK2 500m et MK3 900m.

- la combinaison P.R.A.W.N, une sorte d’exosquelette de grande taille, il peut être amarré dans une chambre d'immersion.
- le Cyclops, un grand sous-marin qui pourra servir de petite base et peut même accueillir les deux véhicules précédemment cités. Ce dernier est d’ailleurs trop grand pour être amarré dans une chambre d’immersion et possède donc son propre fabricateur d'améliorations.

Tous ces véhicules fonctionnent sur batteries (batteries haute capacité), qui doivent être changées ou rechargées à intervalles réguliers. A l'exception du seaglide, les véhicules sont sensibles à la pression et ont donc une profondeur maximale d’opération avant de subir des dégâts d’écrasement. Cette profondeur peut être accrue en fabriquant des modules de profondeurs (appelés MK1,MK2 et MK3) pour chaque véhicule. Par ailleurs, ils peuvent aussi prendre des dégâts lors de chocs ou d’attaques de créatures et sont donc destructibles.

### Ressources
Une grande mécanique de Subnautica repose sur la récolte de ressources nécessaires à la construction d’outils, de véhicules ou de bases. Ainsi, en fonctions des biomes, on peut trouver differentes ressources, la plupart sous forme d’affleurements de trois types, donnant chacun des ressources spécifiques. De manière générale, plus une ressource sera rare ou nécessaire à la construction de bases ou véhicules élaborés, plus le biome où elle se trouve sera dangereux et profond. En mode survie, le joueur doit aussi se nourrir : il devra ainsi capturer des poissons de tout types et les transformer en nourriture comestible.

### Carte
La carte de Subnautica ne varie pas d’une partie à l’autre, seule la zone d’apparition du joueur change légèrement. Elle peut être découpée en différentes zones délimitées par les changements de biomes et existe sur plusieurs niveaux : il existe de nombreuses cavernes qui passent sous d’autres parties de la carte. Cette dernière est délimitée par un "biome" spécifique, la Zone Morte (aussi appelé le Vide), qui n’est en fait que de l’océan vide à perte de vue dans toutes les directions. Si le joueur tente d’atteindre une quelconque limite (ce qu’il ne pourra faire qu’en mode créatif), il sera téléporté à sa capsule de survie après 4 kilomètres horizontalement et 8 kilomètres verticalement. Cette géographie inhabituelle est expliquée dans le jeu par le fait que l’Aurora s’est écrasé dans un ancien cratère de volcan ce qui explique la prolifération de la faune et de la flore dans le jeu,.

## Le monde deSubnautica

### Les biomes
La carte de Subnautica est séparée en plusieurs écosystème sous-marins appelé biomes, en sous-biomes et en quelques écotones :
- Les bancs calmes[18] : Beaucoup de sable,une eau claire, des champignons d´acide, des algues et des coraux, et une grande variété d'espèces marines. Ce biome est quasiment sans danger  ; idéal pour débuter. Ce biome se situe entre 0 et 80 m de profondeur.
- Les dunes[19] : Jusqu'à 400 m de profondeur. Le biome est assez sombre et il s'y trouve certaines espèces dangereuses.
- La forêt d'algues[20] : Peu profonde, reconnaissable à ses grandes algues, idéal pour collecter du minerai en début de partie abritant une faune diverse et variée sans oublier le carnivore le plus dangereux du biome : le rôdeur.
- La forêt de pompons[21] : Ce biome peu s'étendre jusqu'à 500 m de profondeur. Reconnaissable à ses pompons bleus, on y trouve des anguilles électriques géantes.
- Les Forêts des Algues sanguines[22] : Jusqu'à 700 m de profondeur, il s'agit d'un biome très sombre caractérisé par ses algues sanguines ainsi que des espèces très dangereuses. Elle permet également l'accès à l'une des trois entrées au biome de la Rivière Perdue.
- Les Plateaux herbeux[23] : Peu profond, et facilement reconnaissable à ses herbes rouges. Ce biome est fréquenté par quelques espèces sous-marines, dont l'une est dangereuse.
- La Zone du crash[24] : Située autour de l'Aurora, il s'agit d'un biome brumeux et dangereux (à cause du Léviathan faucheur ou en anglais Reaper Leviathan) et à cause des radiations venant du réacteur de l'Aurora.
- La Zone morte[25] : Néant total, très sombre et jusqu'à 3 000 m de profondeur. On y croise des Léviathans fantômes. Elle se situe aux extrémités et sert de limites à la carte. C'est une zone très dangereuse et fortement déconseillée. A partir d'une certaine profondeur, le joueur est automatiquement téléporté à sa capsule de survie.
- Les Cavernes des Champi-gelées[26] : Difficilement accessible, repérable à ses champignons roses géants (qui abritent des serpents de mer géants et dangereux).
- Les Lacs de lave[27] : jusqu'à 1 500 m de profondeur, l'un des biomes les plus dangereux, il est compliqué d'y sortir.
- La Rivière perdue[28] : Situé entre 550 et 1 000 m de profondeur, le biome est composé principalement d'une rivière verte de saumure et plusieurs squelettes de Léviathans. Il est tres facile de s'y perdre, ou bien de rencontrer un Leviathans fantome ou Gohst Leviathans (en anglais)
- Les Forêts des Arbres Champignons[29] : Jusqu'à 250 m de profondeur. Il s'agit d'un biome principalement paisible (excepté la Forêt des Arbres Champignons du nord qui contient un Léviathan).
- Les îles sous-marines[30] : Jusqu'à 500 m de profondeur. Il s'agit d'un biome dangereux à cause des requins cuirassés.
- Le Grand récif[31] : Jusqu'à 480 m. Il s'agit d'un biome dangereux à cause de ses 2 léviathans fantômes.
- Le Chemin des Pèlerins des mers[32] : Jusqu'à 360 m. Il s'agit d'un biome paisible, reconnaissable à ses pèlerins des mers (créatures avec trois grandes pattes).

On trouve au nord et au sud de la carte deux îles qui sont essentielles à l'histoire du jeu puisque l'une d'elles abrite la plateforme de mise en quarantaine alien.

### Biodiversité
Le monde de Subnautica a une biodiversité très variée grâce aux différentes numérisations sur les espèces animales et végétales ; on peut en apprendre plus sur le fonctionnement de la biodiversité et des différents types d'espèces, leurs fonctionnement, leurs places dans la chaîne alimentaire, leurs biomes et les liens avec ceux-ci : Accessible après numérisation depuis le PDA.
Exemple Animal : Le calmar-crabe vit dans trois biomes : les Forêts des Algues sanguines, les abysses du Grand Récif et la rivière perdue. Il se déplace en se gonflant, dégonflant ou avec ses dix appendices.
Il est ovipare, et il se nourrit d'herbivores, le plus souvent bioluminescents. Cette préférence est due à sa phototaxie.
Exemple Végétal : La vigne d'Orin est une espèce de varech que l'on trouve dans la forêt d'algues. Elle fait généralement partie d'un grand groupe d'individus, elle comporte des graines de couleur jaune : grâce à celles-ci, nous pouvons fabriquer du lubrifiant par exemple.

### Les huit espèces emblématiques
- Léviathan faucheur[35] : l'emblème de Subnautica, il est extrêmement agressif et se trouve principalement dans le biome de la zone du crash. Son cri terrifiant sert de sonar et indique au joueur qu'il a été repéré. Il a de grande mandibule qui attire sa proie dans sa bouche.
- Léviathan fantôme[36] : on en trouve jusqu’à trois dans la zone morte (des adultes ,plus grands)  ainsi que trois dans la rivière perdue,et deux dans deux biomes de surface (tous des juvéniles). Ils sont très agressifs et territoriaux , infligent énormément de dégâts et joueront volontiers avec vos sous-marins. Ils sont appelés fantômes car leur corps sont translucides.
- Léviathan Empereur des mers[37] : il est inoffensif et règne sur le monde Subnautica. Il s'agit de la créature qui tente de communiquer à plusieurs reprises avec le joueur.
- Sea Dragon ( Dragon des mers Léviathan[38] ) On en trouve sur la carte : un dans la Zone de lave inactive et un autre dans les lacs de Lave. Ce léviathan très dangereux crache du feu et peut saisir le joueur.
- Peeper[39] : le poisson le plus commun, on en trouve partout. Très petit et très nourrissant. Reconnaissable à son œil disproportionné.
- Gazopode[40] : on en voit dès notre arrivée près de la capsule. Inoffensif et lent, il est reconnaissable à sa couleur verte et son "masque à gaz". Quand il se sent menacé, il largue des capsules de gaz verdâtre qui explosent et ainsi blessent le joueur. Ce dernier peut les récupérer avant qu'elles n'explosent.
- Rôdeur[41] : le Rôdeur est l'un des animaux le plus connu de Subnautica car l'on peut en apercevoir dans les biomes forêts d'algues situés à proximité du biome bancs calmes où le joueur apparait, il est très reconnaissable grâce à son corps très long et fin. il est agressif mais facile a esquiver.
- Reefback Léviathan[42] : de loin le plus gros poisson de Subnautica, on en observe plusieurs au loin. Des organismes d'algues et de poissons se sont développés sur le dos de certains individus. Ils sont reconnaissables à leur chant pareil au chant des baleines et n'attaquent pas le joueur.

Il existe plus d'une centaine d'espèces marines dans Subnautica, ainsi qu'un grand nombre d'espèces végétales et animales.